# Pierre Warin
Pierre Warin (ur. 15 czerwca 1948 w Rocourt) – belgijski duchowny rzymskokatolicki, biskup namurski od 2019.

## Życiorys
Święcenia kapłańskie otrzymał 23 grudnia 1972 i został inkardynowany do diecezji namurskiej. Po święceniach i studiach w Rzymie został wykładowcą filozofii w seminarium w Namurze. W 1982 objął funkcję wykładowcy w Liège. W 1990 został proboszczem w Wihogne, zaś w 1994 otrzymał nominację na rektora seminarium. Od 2001 wikariusz biskupi ds. duchowieństwa.
8 lipca 2004 papież Jan Paweł II mianował go biskupem pomocniczym diecezji namurskiej, ze stolicą tytularną Tongeren. Sakry biskupiej udzielił mu ówczesny biskup Namur - André-Joseph Léonard. On też mianował go wikariuszem generalnym diecezji.
5 czerwca 2019 papież Franciszek mianował go biskupem diecezjalnym namurskim. Ingres odbył się 30 czerwca 2019.